# Bisbat d'Eichstätt

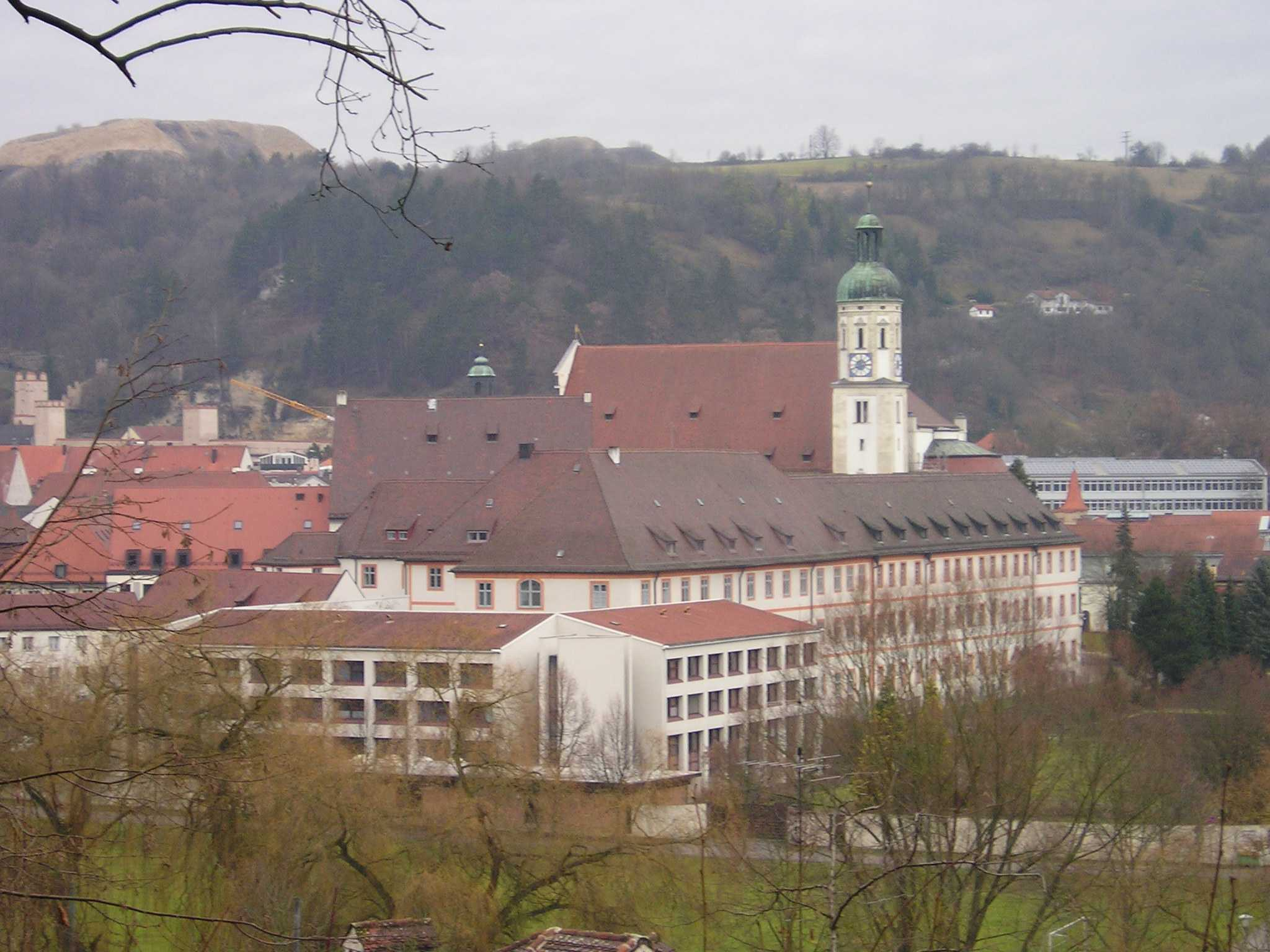
El Collegium Willibaldinum d'Eichstätt, seu del seminari diocesà.

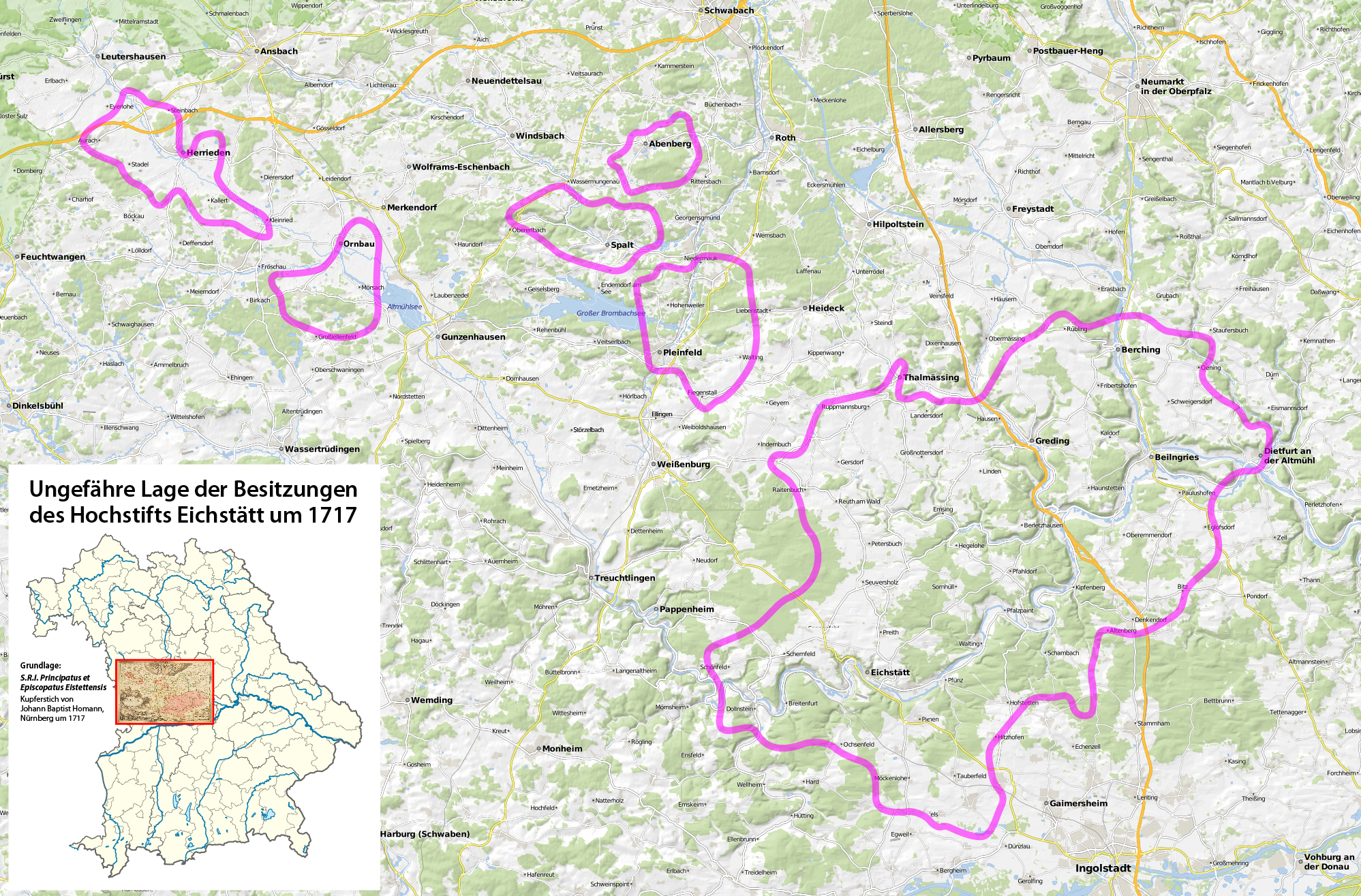
Mapa del principat eclesiàstic d'Eichstätt el 1717.

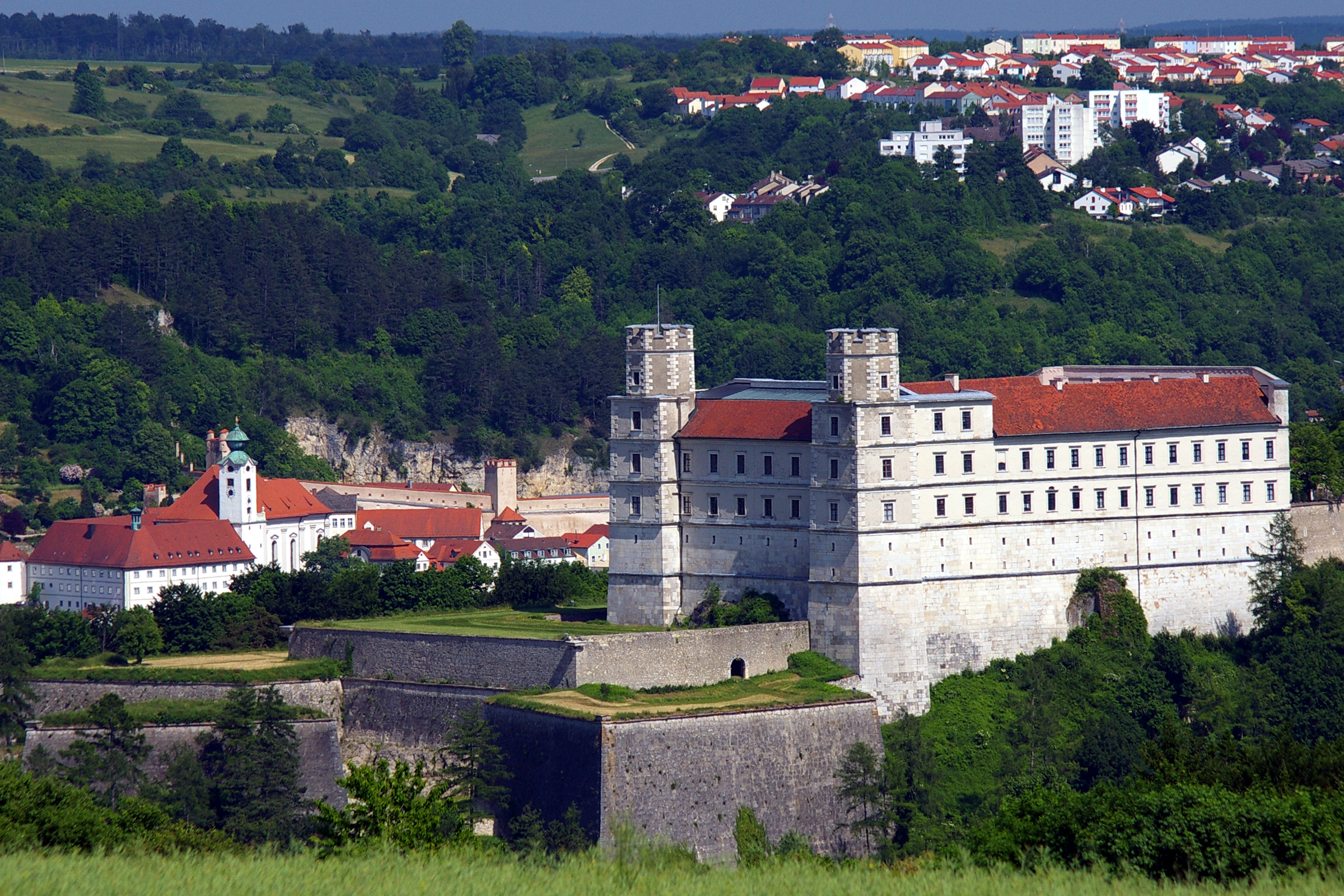
El Willibaldsburg, residència dels prínceps bisbes d'Eichstätt des del segle XIV al.

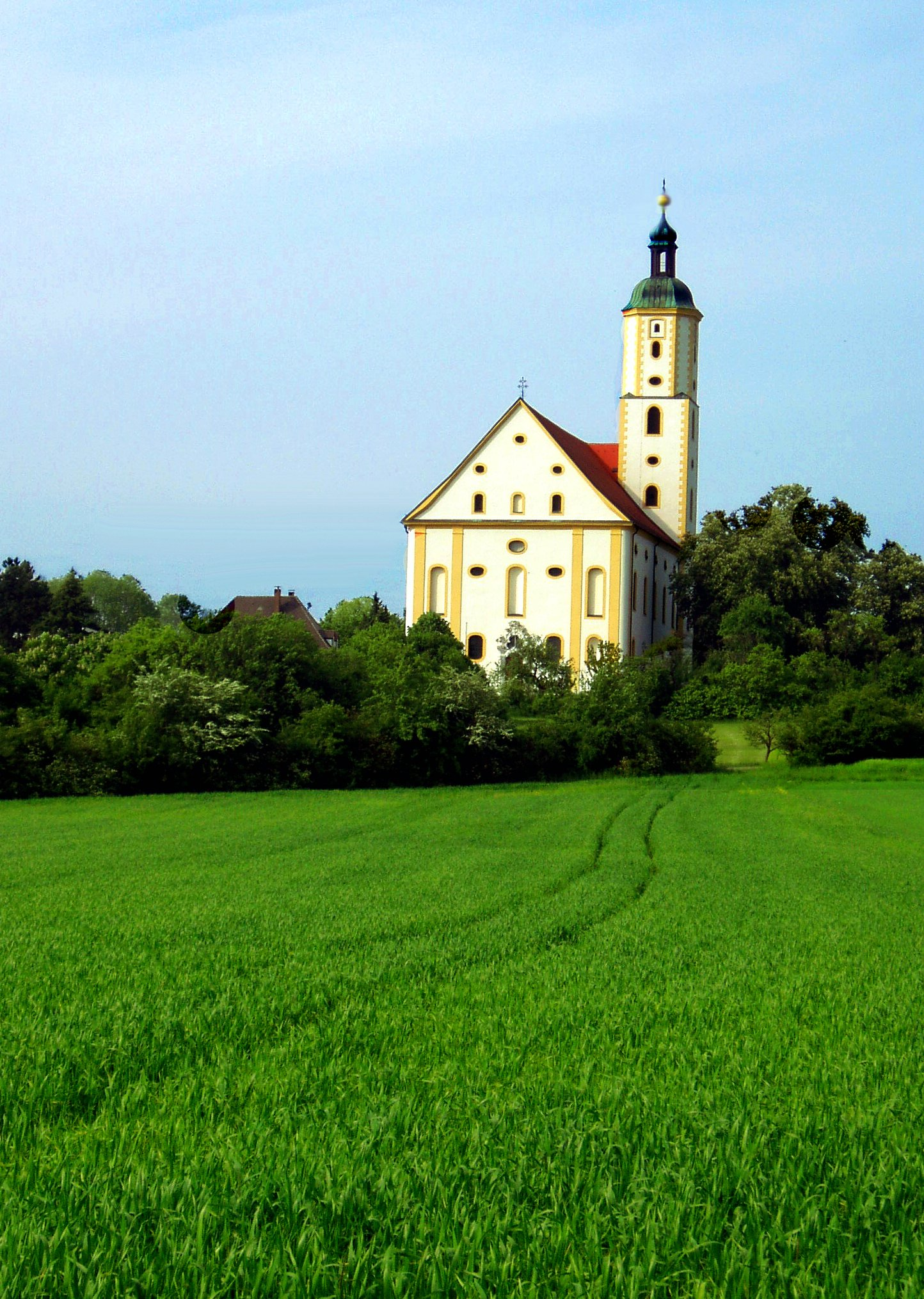
El santuari Maria Brünnlein de Wemding, el més important lloc de pelegrinatge marià de la diòcesi, visitat pel Papa Joan Pau II el 1998.

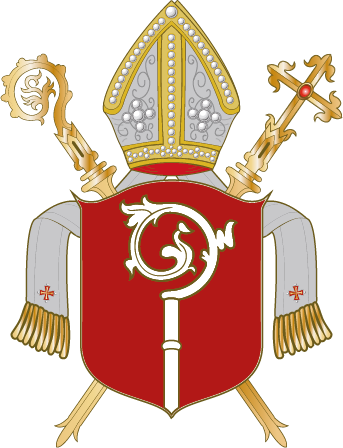
Escut de la diòcesi

El bisbat d'Eichstätt (alemany:  Bistum Eichstätt, llatí: Dioecesis Eystettensis) és una seu de l'Església Catòlica a Alemanya, sufragània de l'arquebisbat de Bamberg. Al 2013 tenia 413.155 batejats sobre una població de 870.000 habitants. Actualment està regida pel bisbe Gregor Maria Hanke, O.S.B..

## Territori
La diòcesi comprèn la part central de Baviera, i comprèn part dels districtes de Alta Baviera, de Francònia Mitjana i de l'Alt Palatinat.
La seu episcopal és la ciutat d'Eichstätt, on es troba la catedral de l'Assumpció de Maria Verge. A la diòcesi també es troben 3 basíliques menors: la basílica-santuari de Maria Brünnlein a Wemding, la basílica de l'Assumpta a Ingolstadt i la basílica de Sant Vito i Deocaro a Herrieden.
El territori s'estén sobre 6.025 km², i està dividit en 263 parròquies, agrupades en 8 vicariats: Eichstätt, Herrieden, Ingolstadt, Habsberg, Neumarkt in der Oberpfalz, Norimberga, Roth-Schwabach e Weißenburg-Wemding.

## Història
La diòcesi fou erigida per Bonifaci de Fulda el 745; estava subordinat a l'arquebisbat de Magúncia. La construcció de la diòcesi s'inscriu en el període de l'evangelització d'Alemanya. El primer bisbe, Willibald, era un parent de sant Bonifaci.
L'1 de novembre de 1007 va cedir part del seu territori per erigir el bisbat de Bamberg (després arquebisbat). En aquest temps va adquirir el poder temporal una part de la diòcesi, que va persistir fins a la secularització en virtut de la Reichsdeputationshauptschluss del 1803, passant al regne de Baviera.
La reforma protestant es va estendre en més de la meitat del territori diocesà i va sostraure al catolicisme molts monestirs importants. No obstant això, en la primera dècada del segle xvii es va recuperar una tercera part del territori perdut.
Pel Concordat Bavarès de 1817, la diòcesi fou reorganitzada i esdevingué subordinada a l'arquebisbat de Bamberg però l'arquebisbat ja no va recuperar cap poder temporal.

## Cronologia episcopal
- San Willibald † (741 - 7 de juliol de 786 mort)
- Geroch † (786 - 2 de febrer de 801 mort)
- Aganus † (801 - 6 de novembre de 819 mort)
- Adalung † (820 - 25 de juliol de 841 mort)
- Altun † (841 - 847 renuncià)
- Ottokar † (847 - 6 de juliol de 881 mort)
- Gottschalk † (881 - 12 de novembre de 884 mort)
- Erkenbald † (884 - 19 de juny de 916 mort)
- Udalfried † (916 - 1 de gener de 933 mort)
- Starchand † (933 - 11 de febrer de 966 mort)
- Reginald † (966 - 4 d'abril de 991 mort)
- Megingoz von Lechsgemünd † (991 - 28 d'abril de 1014 mort)
- Gundackar † (1014 - 20 de desembre de 1019 mort)
- Walter † (1020 - 20 de desembre de 1021 mort)
- Heribert von Rothenburg † (1022 - 24 de juliol de 1042 mort)
- Guzmann von Rothenburg † (1042 - 17 d'octubre de 1042 mort)
- Gebhard von Calw † (1042 - setembre de 1054 elegit papa amb el nom de Víctor II)
- Gundackar † (20 d'agost de 1057 - 2 d'agost de 1075 mort)
- Ulrich † (1075 - 17 de novembre de 1099 mort)
- Eberhard von Vohburg-Schweinfurt † (1100 - 6 de gener de 1112 mort)
- Ulrich von Bogen † (1112 - 2 de setembre de 1125 mort)
- Gebhard von Hirschberg † (de novembre de 1125 - 17 de març de 1149 mort)
- Burkhard von Memlem † (1149 - prima del 7 de juny de 1153 deposat)
- Konrad von Morsberg † (1153 - 13 de gener de 1171 mort)
- Egilolf † (1171 - 1 d'octubre de 1182 renuncià)
- Otto † (1182 - 1195)
- Hartwich von Hirschberg † (1195 - 2 de maig de 1223 mort)
- Friedrich von Hauenstadt † (1223 - ?)
- Heinrich von Ziplingen † (2 de juliol de 1225 - 10 de gener de 1229 mort)
- Heinrich von Tischlingen † (1 de juliol de 1229 - de juny de 1234 mort)
- Heinrich von Ravensberg † (30 d'agost de 1234 - 29 de juny de 1237 mort)
- Friedrich von Parsberg † (29 d'agost de 1237 - 28 de juny de 1246 mort)
- Heinrich von Württemberg † (1246 - 13 de maig de 1259 mort)
- Engelhard † (1259 - 2 de maig de 1261 mort)
- Hildebrand von Morn † (de juliol de 1261 - 24 de març de 1279 mort)
- Reimbrecht von Mulenhard † (3 de setembre de 1279 - 27 d'agost de 1297 mort)
- Konrad von Pfaffenhausen † (3 de setembre de 1297 - 17 de maig de 1305 mort)
- Johann von Durbheim † (23 de setembre de 1305 - 18 de febrer de 1306 nomenat bisbe d'Estrasburg)
- Philipp von Rathsamhausen † (18 de febrer de 1306 - 25 de febrer de 1322 mort)
- Marquard von Hageln † (de febrer de 1322 - 8 de febrer de 1324 mort)
- Gebhard von Graisbacch † (1324 - 14 de setembre de 1327 mort)
- Friedrich von Leuchtenberg, O.Cist. † (11 d'abril de 1328 - 27 de març de 1329 mort)
- Heinrich Schenk von Reicheneck † (17 de novembre de 1329 - 10 de febrer de 1344 mort)
- Albrecht von Hohenfels † (de març de 1344 - 1351 renuncià)
- Berthold von Nürnburg † (20 de maig de 1351 - 16 de setembre de 1365 mort)
- Rhabanus Schenk von Wildburgstetten † (17 de desembre de 1365 - 18 d'octubre de 1383 mort)
- Friedrich von Öttingen † (vers 1384 - 19 de setembre de 1415 mort)
- Johann von Heideck † (2 d'octubre de 1415 - 3 de juny de 1429 mort)
- Albrecht von Rechberg † (26 d'agost de 1429 - 9 de setembre de 1445 mort)
- Johann von Eych † (1 d'octubre de 1445 - 1 de gener de 1464 mort)
- Wilhelm von Reichenau † (12 de març de 1464 - 18 de novembre de 1496 mort)
- Gabriel von Eyb † (2 de març de 1497 - 30 d'octubre de 1535 mort)
- Christoph Marschalk zu Pappenheim † (28 de gener de 1536 - 13 de juny de 1539 mort)
- Moritz von Hutten † (7 de maig de 1540 - 8 de desembre de 1552 mort)
- Eberhard von Hirnheim † (22 de febrer de 1553 - 4 de juliol de 1560 mort)
- Martin von Schaumberg † (4 de setembre de 1560 - 28 de juny de 1590 mort)
- Kaspar von Seckendorff † (23 de gener de 1591 - 28 d'abril de 1595 mort)
- Johann Konrad von Gemmingen † (28 d'abril de 1595 - 7 de novembre de 1612 mort)
- Johann Christoph von Westerstetten † (28 de gener de 1613 - 28 de juliol de 1637 mort)
- Marquard von Schenk von Castell † (16 de novembre de 1637 - 18 de gener de 1685 mort)
- Johann Euchar von Schenk von Castell † (7 de juliol de 1687 - 6 de març de 1697 mort)
- Johann Martin von Eyb † (7 d'abril de 1698 - 6 de desembre de 1704 mort)
- Johann Anton von Knebel von Katzenellenbogen † (27 d'abril de 1705 - 27 d'abril de 1725 mort)
- Franz Ludwig von Schenk von Castell † (26 de setembre de 1725 - 17 de setembre de 1736 mort)
- Johann Anton von Freyberg-Hopferau † (7 de juny de 1737 - 20 d'abril de 1757 mort)
- Raymund Anton von Strasoldo † (26 de setembre de 1757 - 13 de gener de 1781 mort)
- Johann Anton von Zehmen † (17 de setembre de 1781 - 23 de juny de 1790 mort)
- Joseph von Stubenberg † (11 d'abril de 1791 - 6 d'abril de 1818 nomenat arquebisbe de Bamberg)
  - Sede vacante (1818-1824)
- Petrus Pustet † (24 de maig de 1824 - 24 d'abril de 1825 mort)
- Johann Friedrich Oesterreicher † (27 de juny de 1825 - 31 de gener de 1835 mort)
- Johann Martin Manl † (6 d'abril de 1835 - 15 d'octubre de 1835 mort)
- Karl August von Reisach † (11 de juliol de 1836 - 1 d'octubre de 1846 nomenat arquebisbe de Munic i Freising)
- Georg von Oettl † (21 de desembre de 1846 - 6 de febrer de 1866 mort)
- Franz Leopold von Leonrod † (22 de febrer de 1867 - 5 de setembre de 1905 mort)
- Johannes Leo von Mergel, O.S.B. † (11 de desembre de 1905 - 20 de juny de 1932 mort)
- Konrad von Preysing Lichtenegg-Moos † (9 de setembre de 1932 - 5 de juliol de 1935 nomenat bisbe de Berlín)
- Michael Rackl † (4 de novembre de 1935 - 5 de maig de 1948 mort)
- Joseph Schröffer † (23 de juliol de 1948 - 2 de gener de 1968 nomenat arquebisbe titolar de Volturno)
- Alois Brems † (28 de maig de 1968 - 1 de juny de 1983 jubilat)
- Karl Heinrich Braun (17 d'abril de 1984 - 25 de març de 1995 nomenat arquebisbe de Bamberg)
- Walter Mixa (24 de febrer de 1996 - 16 de juliol de 2005 nomenat bisbe d'Augsburg)
- Gregor Maria Hanke, O.S.B., des del 14 d'octubre de 2006

## Estadístiques
A finals del 2013, la diòcesi tenia 413.155 batejats sobre una població de 870.000 persones, equivalent al 47,5% del total.
| any  | població | població | població | sacerdots | sacerdots       | sacerdots       | sacerdots             | diaques | religiosos | religiosos | parròquies |
| ---- | -------- | -------- | -------- | --------- | --------------- | --------------- | --------------------- | ------- | ---------- | ---------- | ---------- |
| any  | batejats | total    | %        | total     | clergat secular | clergat regular | batejats por sacerdot | diaques | homes      | dones      |            |
| 1950 | 335.000  | 613.000  | 54,6     | 562       | 463             | 99              | 596                   |         | 245        | 1.280      | 220        |
| 1970 | 402.000  | 748.662  | 53,7     | 571       | 471             | 100             | 704                   |         | 171        | 1.174      | 250        |
| 1980 | 437.285  | 820.980  | 53,3     | 473       | 387             | 86              | 924                   |         | 148        | 1.267      | 256        |
| 1990 | 445.134  | 814.700  | 54,6     | 445       | 353             | 92              | 1.000                 | 4       | 167        | 939        | 263        |
| 1999 | 455.091  | 876.160  | 51,9     | 393       | 322             | 71              | 1.157                 | 18      | 113        | 602        | 265        |
| 2000 | 455.363  | 907.000  | 50,2     | 390       | 320             | 70              | 1.167                 | 4       | 110        | 578        | 265        |
| 2001 | 454.290  | 890.000  | 51,0     | 376       | 308             | 68              | 1.208                 |         | 100        | 615        | 265        |
| 2002 | 453.229  | 890.000  | 50,9     | 388       | 316             | 72              | 1.168                 | 22      | 104        | 607        | 265        |
| 2003 | 453.229  | 890.000  | 50,9     | 379       | 304             | 75              | 1.195                 | 22      | 103        | 655        | 265        |
| 2004 | 450.062  | 890.000  | 50,6     | 387       | 308             | 79              | 1.162                 | 25      | 106        | 650        | 265        |
| 2006 | 442.772  | 890.000  | 49,7     | 373       | 299             | 74              | 1.187                 | 26      | 103        | 650        | 265        |
| 2013 | 413.155  | 870.000  | 47,5     | 360       | 300             | 60              | 1.147                 | 39      | 78         | 450        | 263        |